# Nikolaus Wunder
Nikolaus Wunder (Vorname auch Nicolaus; * 13. Mai 1802 in Wien; † 12. März 1881 in Graz) war ein österreichischer Apotheker und Politiker. Von 1864 bis 1867 war er Bürgermeister-Stellvertreter der steirischen Landeshauptstadt Graz.

## Biographie
Über Nikolaus Wunders Herkunft ist nichts bekannt. Nachdem er bereits rund 10 Jahre in der Grazer Apotheke „Zur Goldenen Sonne“ und teils in der „Hirschenapotheke“ als Gehilfe tätig gewesen war, suchte er 1833 um eine eigene Apothekenkonzession am Grazer Griesplatz an. Im November 1835 erhielt er schließlich das persönliche Apothekengewerbe für Gries-Karlau verliehen.
Wunders kommunalpolitische Tätigkeit begann im Umfeld der Revolution von 1848/1849. Im Vorfeld der Wahl zur Frankfurter Nationalversammlung gehörte er zu den Wahlmännern, welche den Abgeordneten der Stadt Graz küren sollten. Mit dem Stadion'schen Gemeindegesetz von 1849 waren die Kommunen als eigenständige Gebietskörperschaften konstituiert worden, infolgedessen fanden in Graz im August 1850 erstmals Gemeinderatswahlen statt. Wunder zog als Vertreter des zweiten Wahlkörpers (gewählt wurde nach dem Kurienwahlrecht) in diesen ersten Grazer Gemeinderat ein, welchem er bis 1854 sowie erneut von 1861 bis 1864 angehörte. Im Mai 1864 wurde er zum Bürgermeister-Stellvertreter unter Albin Alber gewählt. Bei der Verteilung der Aufgabenbereiche an die einzelnen Gemeinderatsmitglieder behielt Wunder sich die Stadtbeleuchtung als persönliches Arbeitsgebiet vor. Kostspielige Infrastrukturprojekte waren ein Dauerthema im Gemeinderat, denn die Stadt wuchs beständig. Die Volkszählung 1866 zeigte einen Bevölkerungsstand von 74.129 Bewohnen und damit rund 11.000 mehr als 10 Jahre zuvor. Nur wenige Jahre später (etwa um 1870) zählte die Stadt bereits 100.000 Einwohner. Nach Ungereimtheiten mit der bisher durch eine private Gesellschaft im Auftrag der Stadt durchgeführten Gasbeleuchtung organisierte die Stadt auf Initiative Wunders nun in Eigenregie eine Petroleumbeleuchtung. Das Projekt glückte, gegen Ende von Wunders Amtszeit erhellten 1377 Petroleumlampen die Stadt. Bei den Wahlen des Jahres 1867 kandidierte er nicht mehr und schied somit aus der Politik aus.
Wunder betrieb bis ins hohe Alter seine Apotheke, parallel war er für mehr als 30 Jahre Gremial-Vorstand sowie pharmazeutischer Prüfungskommissär an der Universität Graz. Vom Herbst 1838 bis Februar 1839 hielt Wunder in Vertretung von Anton Schrötter von Kristelli dessen Lehrveranstaltung am Joanneum (die heutige Technische Universität Graz) ab. Außerdem bekleidete er verschiedene Ehrenämter, u. a. war er Ehrenmitglied der Steirischen Sparkasse, langjährig in der städtischen Medicinal-Commission tätig und Vorstand des Vereines zur Unterstützung armer und würdiger Schüler. Bei seinem Tod im März 1881 hinterließ er einen Sohn und eine Tochter, der Sohn Anton Wunder war ebenfalls Pharmazeut, Mitglied des Grazer Gemeinderates sowie Steirischer Landtagsabgeordneter.